# Maxime Derbier

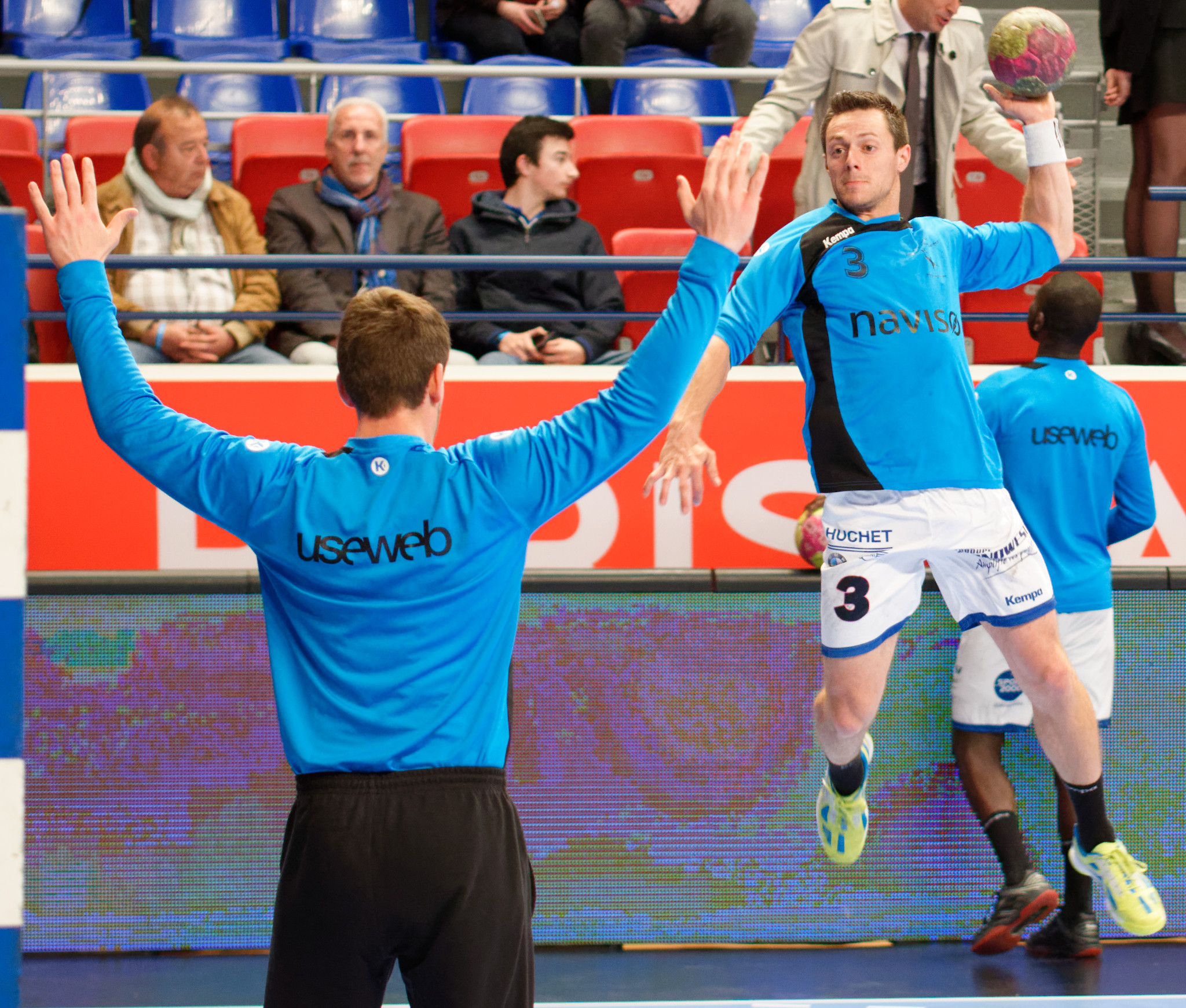
Maxime Derbier à l'échauffement avec Cesson, le 19 avril 2017.

Maxime Derbier, né le 6 août 1986 à Belley, est un joueur français de handball évoluant au poste d'ailier ou arrière droit

## Biographie
Originaire de Belley (Ain), Maxime Derbier est formé au Chambéry Savoie Handball par «l'entraîneur du siècle» Rudy Bertsch (découvreur des frères Gille, de Narcisse, etc.) et joue ses premiers matchs en Ligue des champions à seulement 17 ans,. Les blessures s'enchainant dans l'effectif Savoyard, il passe rapidement du statut de "jeune en formation" à celui de "titulaire". 
Pour autant, il ne trouve pas de terrain d'entente avec Chambéry et signe son premier contrat professionnel à l'US Ivry en 2004,. Malgré une mauvaise saison (4 buts sur 7 tirs pour 12 matchs disputés.), le Montpellier Handball lui fait signer en 2005 un contrat de 4 ans, espérant faire de Derbier le futur Grégory Anquetil. 
Si sa saison est satisfaisante (pour un jeune de 19 ans), le contrat entre les deux parties est rompu à l'amiable et Derbier rejoint l'USAM Nîmes Gard pour un contrat de 3 ans. Sa première saison dans le Gard est assez bonne avec 22 buts en 12 matchs soit 1,8 buts par match. Son coéquipier, le champion du monde Bruno Martini ne tarit pas d'éloges à son égard : « C'est un des jeunes joueurs possédant le plus de qualité technique et physique que j'ai vu. ». Lors des deux saisons suivantes, il joue 24 matchs, il ne marque qu'une trentaine de buts par saison.
En 2009, en fin de contrat à Nîmes, il signe pour deux saisons à l'Istres Ouest Provence Handball, récent vainqueur de la Coupe de la Ligue et donc qualifié pour en coupe de l'EHF la saison suivante . Si le club ne figure pas parmi les meilleurs clubs français, les performances de Derbier sortent enfin du lot puisqu'il termine 7e meilleur buteur en 2010 avec 118 à 86,7 % et est nommé dans l'élection du meilleur ailier droit de la saison. La saison suivante est encore de meilleure facture puisqu'il est le 3e meilleur buteur avec 161 réalisations à 80,9 % et est élu meilleur ailier droit du championnat de France 2010-2011. Hélas, à l'issue d'une saison 2011-2012 ratée malgré une demi-finale en Coupe de France, le club est relégué en Division 2. Dans une mauvaise dynamique, Derbier et Istres réalisent une saison difficile en D2, terminant à la 12e place.
Il rejoint alors en 2013 le Cesson Rennes Métropole Handball dans le but de retrouver son niveau, voire « de franchir un cap, et viser ensuite, pourquoi pas, une sélection avec l'équipe de France. » . Il y trouve un certain équilibre dans sa vie sportive et familiale, considérant même que Cesson est « la meilleure chose qui me soit arrivée ». S'il est moins prolifique en termes de buts marqués, de nouvelles responsabilités lui sont allouées puisqu'il est amené à évoluer au poste d'arrière droit.
Il met un terme à sa carrière en 2019 après une sixième saison difficile qui a vu Cesson être relégué.

## Palmarès
- Vainqueur du Championnat de France (1) : 2006
- Vainqueur de la Coupe de France (1) : 2006
- Vainqueur de la Coupe de la Ligue (1) : 2006

## Distinctions individuelles
- élu meilleur ailier droit du championnat de France 2010-2011[7]